# Homosexualität in Aserbaidschan

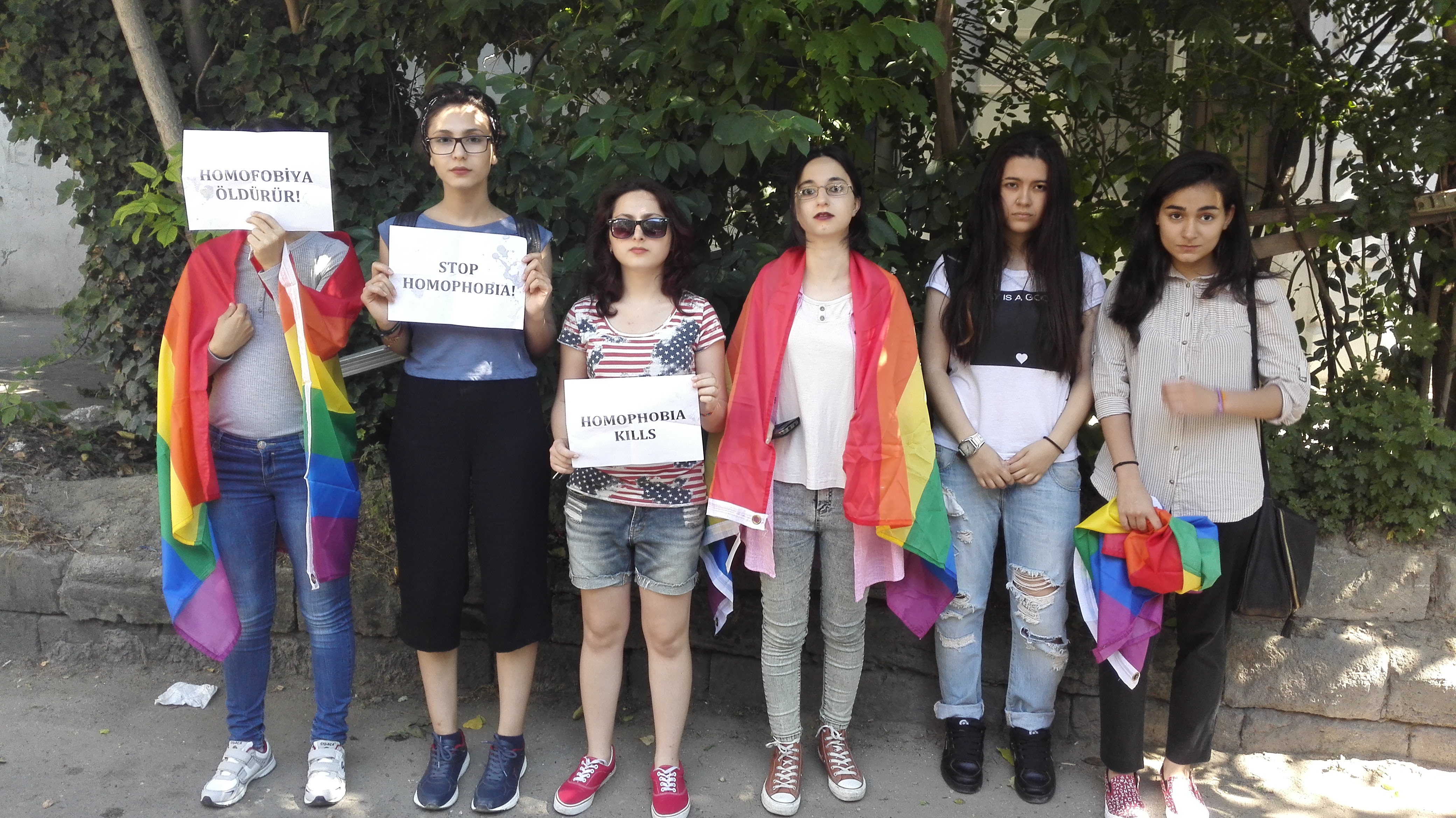
Aserbaidschanerinnen in Baku protestieren gegen Homophobie und den Anschlag von Orlando am 12. Juni 2016

Geografische Lage von Aserbaidschan

Homosexualität ist in Aserbaidschan seit dem Jahr 2000 legal, doch LGBT-Personen sind weiterhin Diskriminierung, Gewalt und staatlicher Repression ausgesetzt.
Im Gebiet des heutigen Aserbaidschan war gleichgeschlechtliche Sexualität über Jahrhunderte hinweg trotz religiöser und rechtlicher Verbote gesellschaftlich präsent, von höfischer Homoerotik im Mittelalter über urbane Subkulturen in der Frühen Neuzeit bis hin zur Kriminalisierung und Pathologisierung durch russische und sowjetische Kolonialstrukturen, die lokale queere Praktiken und Wissensformen zunehmend verdrängten.
Trotz wachsender Sichtbarkeit und zivilgesellschaftlichen Engagements seit den späten 2000er Jahren bleibt rechtlicher Schutz weitgehend aus, während queere Identitäten häufig politisch instrumentalisiert und stigmatisiert werden.

## Rechtliche Situation
Durch die Einführung der des russischen Strafgesetzbuchs 1832 unter Zar Nikolaus I. kam es, inspiriert durch deutsche Gesetzgebung, zu repressiven Maßnahmen. Analverkehr zwischen Männern wurde kriminalisiert und mit einer vier- bis fünfjährigen Verbannung nach Sibirien bestraft.
Nach der sowjetischen Entkriminalisierung von Homosexualität nach der Oktoberrevolution 1917 wurde diese als Krankheit pathologisiert, insbesondere im Zentrum, während sie in den „östlichen“ Republiken weiter als moralische Verkommenheit galt. 1923 wurde Homosexualität in der Aserbaidschanischen SSR erneut kriminalisiert, vor der generellen Re-Kriminalisierung in der gesamten Sowjetunion 1934. Die Maßnahme war auch politisch motiviert – Homosexualität wurde mit westlicher Dekadenz und Faschismus gleichgesetzt. Unter Stalin wurde sexuelle Abweichung zunehmend als staatsfeindlich betrachtet.
Männliche Homosexuelle in der Aserbaidschanischen SSR – besonders passive – litten unter extremer Gewalt, Erniedrigung und Ausgrenzung im Strafvollzug. Weibliche Homosexualität wurde medizinisch pathologisiert und durch Zwangsmaßnahmen wie Hospitalisierung und Elektroschocks „behandelt“.
Homosexuelle Handlungen sind in Aserbaidschan seit 2000 legal. Die Legalisierung kam auf politischen Druck seitens des Europarats im Zuge von Aserbaidschans Beitrittsprozess zustande.
Aserbaidschan lag in jährlichen Rankings von ILGA Europe zur rechtlichen Gleichstellung von LGBT-Menschen in Europa bis 2023 regelmäßig auf dem letzten Platz, 2024 und 2025 auf dem vorletzten. Antidiskriminierungsgesetze zum Schutz der sexuellen Orientierung bestehen in Aserbaidschan nicht.  Das Schutzalter liegt einheitlich bei 16 Jahren. Es gibt weder eine Anerkennung von gleichgeschlechtlichen Ehen, noch sind eingetragene Partnerschaften erlaubt.

## Wehrpflicht
In Aserbaidschan wird Militärdienst als nationale Pflicht männlicher Bürger verstanden. Soziale Kontrolle, die durch Familie und die Nachbarschaft geprägt ist, macht es für queere Männer besonders schwierig, sich dem Dienst zu entziehen. Homophobe Beleidigungen und Machtmissbrauch (sog. dedavshina) sind laut Ani Paitjan und Naila Dadash-Zadeh Teil des Militäralltags. Viele Betroffene verschweigen ihre sexuelle Orientierung aus Angst vor Gewalt und Ausgrenzung. Rechtlich gibt es kaum Schutz: In offiziellen Dokumenten wird Homosexualität widersprüchlich als „keine Krankheit“, aber gleichzeitig als „persönlichkeitsgestörtes Verhalten“ kategorisiert.
Eine Ausmusterung wegen Homosexualität ist theoretisch möglich, bedeutet aber in der Praxis eine öffentliche Zwangsouting-Situation, die familiäre und gesellschaftliche Konsequenzen nach sich ziehen kann. Paitjan und Dadash-Zadeh erwähnen einen Fall, bei dem ein Rekrut sich nur durch das Tragen eines Kleides und Schminkens beim Untersuchungstermin glaubhaft „als homosexuell“ präsentieren konnte, um als untauglich für den Militärdienst zu gelten.
Shaiq Kelbiyev, ein offen schwuler Mitarbeiter der Organisation „Gender and Development“, meldete sich freiwillig für den Krieg um Bergkarabach 2020 und wurde dort getötet. Nach seinem Tod wurde seine sexuelle Orientierung von Medien öffentlich gemacht, und sein Fall löste eine öffentliche Diskussion zu LGBT-Personen im Militär aus. Ein hoher Beamter, Tural Museyibov, bezeichnete in diesem Kontext LGBT-Personen öffentlich als unwürdig, das Land zu verteidigen, und verglich sie in beleidigender Absicht mit Armeniern. Gleichzeitig begannen manche queere Gruppen, Shaiq als „schwulen Märtyrer“ zu ehren, was Lili Nazarov als homonationalistisches Narrativ bewertete.

## Gesellschaftliche Situation
LGBT-Personen in Aserbaidschan sind laut Human Rights Watch staatlicher und nichtstaatlicher Gewalt, darunter Erpressung, willkürlicher Inhaftierung und Diskriminierung, ausgesetzt. Eine LGBT-Gemeinschaft gibt es nur in kleinem Umfang in der Hauptstadt Baku. Die vom Staat größtenteils veröffentlichte Meinung diskriminiert homosexuelle Menschen in Aserbaidschan, und staatliche Behörden wie die Polizei bedrängen LGBT-Aktivisten im Land.

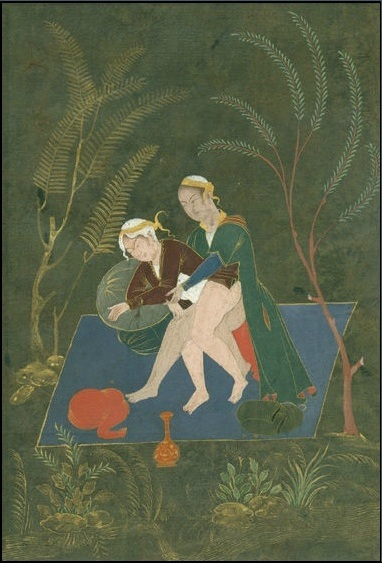
Malerei aus der Safawidenzeit, die Analverkehr zwischen Männern darstellt, 1660

### Vor dem Russischen Kaiserreich
Im islamischen Kontext der Region ab dem 8. Jahrhundert war gleichgeschlechtliche Sexualität offiziell verboten, war jedoch, etwa an den Höfen und unter der Herrscherelite, weiterhin verbreitet, wie verschiedene Literaturquellen und Chroniken belegen. Die Seldschuken und Samaniden duldeten Homosexualität häufig im höfischen Kontext.
Unter den Safawiden vom 16. bis 18. Jahrhundert gab es neue soziale Formen von gleichgeschlechtlichen Subjektivitäten. Shah Ismail I. ließ sich bei seiner Rückkehr nach Täbris von „acht schönen Jungen“ begleiten, mit denen er „viele schamlose Handlungen beging“. In Städten gab es regulierte Strukturen, etwa spezielle Häuser, für männliche Sexarbeit, die teils besteuert wurden.

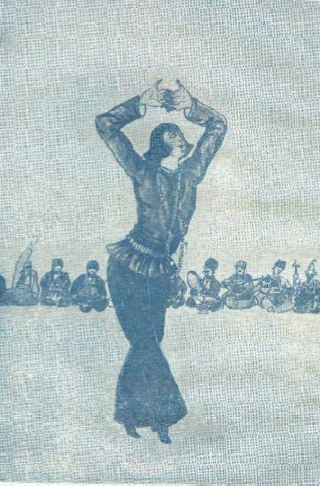
Zeichnung eines Mütrüb von Əzim Əzimzadə

In der Zeit vor der Eingliederung Aserbaidschans in das Russische Kaiserreich ab dem frühen 19. Jahrhundert verstärkte sich der Einfluss islamischer Moralvorstellungen, doch gleichgeschlechtliche Praktiken blieben gesellschaftlich präsent, insbesondere in urbanen Zentren wie Baku. Hamams dienten als Treffpunkte für Männerbeziehungen, jugendliche männliche Tänzer („mütriblər“) traten bei Männerfesten auf und übernahmen teilweise auch sexuelle Rollen.

### Während des Russischen Kaiserreichs und der Sowjetunion
Gleichgeschlechtliche Sexualität blieb trotz der Kriminalisierung von Analverkehr zwischen Männern bei der Einführung der russischen Gesetzgebung ab 1832 ein Teil des sozialen Lebens, was sich auch in literarischen Werken und öffentlichen Diskussionen widerspiegelte. Im späten Russischen Kaiserreich wurde männliche Homosexualität im Zentrum als krankhaft oder psychisch gestört betrachtet, während sie in den muslimisch geprägten Randregionen wie dem Kaukasus als Ausdruck „primitiver Sitten“ dargestellt wurde. Die französisch-aserbaidschanische Autorin Banine schilderte in ihren autobiografischen Erinnerungen an das frühe 20. Jahrhundert, dass Päderastie unter Männern in der islamischen Gesellschaft Bakus florierte. Aktive Päderastie galt als verbreitet, zumindest bis zur Heirat, während passive Päderastie mit jungen, effeminierten Jungen aus ökonomischen Gründen als beschämend betrachtet wurde. Lokale Intellektuelle und modernistische Magazine wie Molla Nasraddin kritisierten gleichgeschlechtliche Praktiken, besonders in religiösen Kontexten, und propagierten europäische Ehemodelle.
LGBT-Diskurse in Aserbaidschan änderten sich durch russisch-sowjetische Kolonialstrukturen drastisch, und lokales Wissen und Praktiken seien stark verdrängt worden, so Khayyam Namazov. Die Begriffe petukh, goluboy (russisch: hellblau) und mavi (aserbaidschanisch) etablierten sich als abwertende Bezeichnungen für homosexuelle Männer in der Zeit der Sowjetunion.

### Nach dem Fall der Sowjetunion
Nach dem Zusammenbruch der Sowjetunion blieb queeres Leben in Aserbaidschan weitgehend unsichtbar. Polizeiübergriffe, Erpressung und Diskriminierung setzten sich fort, gestützt auf sowjetische Gesetzestraditionen.
In den frühen 2000er-Jahren inszenierte das aserbaidschanische Comedytheater Parni iz Baku in einem populären Theaterstück eine Szene, in der Transfrauen als Symbol westlicher Dekadenz und Bedrohung traditioneller Geschlechterrollen dargestellt wurden. Das Stück spiegelte die ablehnende Haltung gegenüber queerer Sichtbarkeit wider, die nach der Entkriminalisierung von Homosexualität im Zuge des Europarats-Beitrittsprozesses aufgekommen war. Die Reform führte nicht zu gesellschaftlicher Akzeptanz. Vielmehr diffamierten konservative und autoritäre Kräfte sie als westliche Einmischung. Die queere Bevölkerung wurde durch das Stück und in den Medien als krank, unmoralisch und westlich beeinflusst stigmatisiert.
Parallel nutzte das autoritäre Regime Homosexualität politisch, um Oppositionelle zu diffamieren und zu delegitimieren – wie etwa Ali Karimli oder kritische Journalisten – indem man sie öffentlich mit Homosexualität in Verbindung brachte und dadurch moralisch diskreditierte.

### Wandel ab den späten 2000er Jahren
Trotz repressiver Bedingungen entstand ab 2001 eine kleine queere Zivilgesellschaft, die stark durch westliche Förderungen und Diskurse geprägt war. Mit der Gründung von Organisationen wie Gender & Development (seit 2007) und späteren Online-Portalen wie lgbt.az oder gay.az wurde queeren Menschen nicht nur ein geschützter Informationsraum geboten, sondern auch eine Plattform zur Sichtbarmachung und Selbstermächtigung. Das Internet spielte dabei eine zentrale Rolle – als sicherer digitaler Raum, aber auch als Übermittler von westlichem queeren Wissen.
Seit dem Eurovision Song Contest 2012 in Baku wurde Homosexualität in Aserbaidschan zunehmend politisiert und als Konfliktfeld zwischen dem „modernen“ Westen und dem „rückständigen“ Osten konstruiert. Internationale Kritik an der LGBT-Rechtlosigkeit im Land, iranische Gegenreaktionen und lokale Spannungen machten LGBT-Rechte zu einem Sicherheitsproblem für das Regime.
Aktivismus verlagerte sich schrittweise aus der digitalen Anonymität in den öffentlichen Raum, vor allem nach dem Suizid des Aktivisten İsa Şahmarlı 2014, dem Gründer von AZAD LGBT. Gruppen wie Nefes LGBT politisierten LGBT-Rechte verstärkt, was zu Repressionen und Angriffen führte. Queere Menschen wurden zunehmend als sicherheitspolitische Bedrohung dargestellt, was in einer starken medialen und politischen Sichtbarkeit und gewaltsamen Übergriffen mündete. Der prominenteste Fall der 2010er Jahre waren großangelegte Verhaftungen von LGBT-Menschen in Baku im September 2017, bei denen unter dem Vorwand des Schutzes der „öffentlichen Ordnung“ über 150 Menschen für bis zu 30 Tage verhaftet, gedemütigt und gefoltert wurden, unter anderem durch Schläge und Elektroschocks. Die Razzien wurden im Europäischen Gerichtshof für Menschenrechte behandelt.
2019 äußerten sich prominente Persönlichkeiten wie die Popsängerin Röya und Eurovision-Gewinner Eldar Qasımov öffentlich unterstützend.
Staatliche Repressionen bestehen weiterhin. Im Mai 2023 wurden in Baku zwei Transfrauen festgenommen; bei einer Protestaktion am nächsten Tag verhaftete die Polizei mehrere LGBT-Aktivist*innen. Einige wurden zu Haftstrafen verurteilt oder mit Geldstrafen belegt. In Gewahrsam wurden sie laut Berichten beleidigt, gefesselt und zu Drogentests gezwungen.